# Reprezentacja Islandii w koszykówce mężczyzn
Reprezentacja Islandii w koszykówce mężczyzn - drużyna, która reprezentuje Islandię w koszykówce mężczyzn. Za jej funkcjonowanie odpowiedzialny jest Islandzki Związek Koszykówki (KKI). Nigdy nie udało jej się zakwalifikować do  Mistrzostw Świata, czy Igrzysk Olimpijskich. Dwukrotnie awansowali na Mistrzostwa Europy na których zajmowali ostatnie miejsce.

## Udział w imprezach międzynarodowych

### Mistrzostwa Europy
- 2015 – 24. miejsce
- 2017 – 24. miejsce